# Limnophora brunneicosta
Limnophora brunneicosta är en tvåvingeart som beskrevs av Malloch 1929. Limnophora brunneicosta ingår i släktet Limnophora och familjen husflugor. Inga underarter finns listade i Catalogue of Life.